# Can Jordi (Sant Iscle de Vallalta)
Can Jordi és una obra de Sant Iscle de Vallalta (Maresme) protegida com a Bé Cultural d'Interès Local.

## Descripció
Masia aïllada situada entre la carretera de Montbrugós i el Rial de Can Pona, al nord de Montbrugós i a propera de Can Magel i de Can Jep. És de planta rectangular i de coberta a dues vessants, encara que se li han afegit molts altres cossos posteriorment. Presenta dos pisos amb dos eixos d'obertures de llinda plana excepte el portal principal d'accés que està format per un arc escarser.